# إنتل تربو بوست

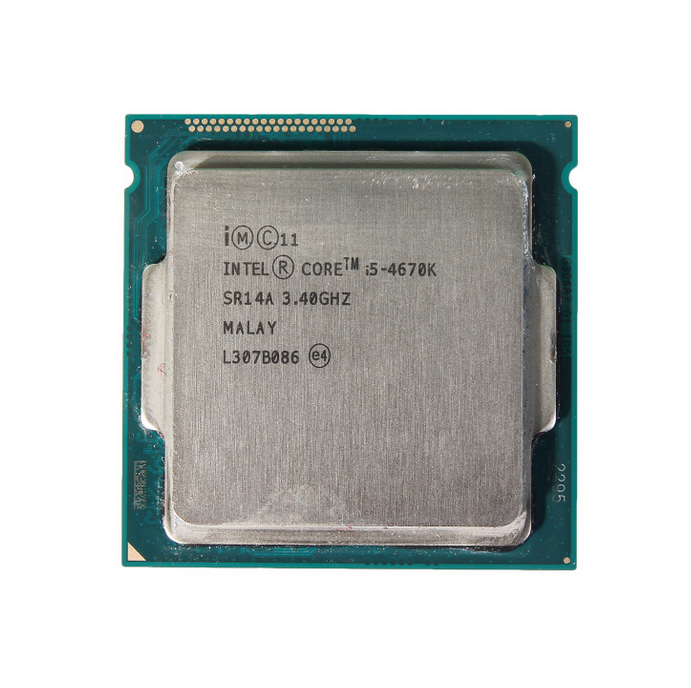

تقنية تربو بوست (بالإنجليزية: Turbo Boost)‏ من شركة إنتل واحدة من التقنيات الجديدة المستخدمة في الجيل الأخير لمعالجات إنتل (بالإنجليزية: Intel® microarchitecture)‏المدعو بـ Nehalem.
جاءت هذه التقنية لتكسر القاعدة التي تقول بأن لكل معالج تردد معين يعمل عليه. حيث تعمل هذه التقنية على تغيير تردد المعالج .
تستخدم لزيادة سرعة الأداء في المعالجات عن طريق زيادة تردد النواة، حيث تسمح لنواة المعالج أن تعمل بتردد أعلى من تردد العمل الأساسي الذي تعمل عليه عادة وبشكل تلقائي إذا انخفض معدل الطاقة أو درجة الحرارة أو التيار الكهربائي .
و يمكن لهذه التقنية أن تعمل مع أي عدد من النوى الفعالة أو النشيطة .
و هي تؤدي لزيادة الأداء سواء في المعالجات متعددة المسالك أو أحادية المسلك .

## مبدأ العمل
تعمل هذه التقنية تحت سيطرة نظام التشغيل . و يوجد في الـ بيوس خيار يمكننا من تفعيل أو تعطيل هذه التقنية .
يعتمد التردد الأعلى للمعالج على عدد النوى الأساسية ويزداد بزيادة عدد النوى النشطة كما يعتمد على يحدد الحد الأعلى للتردد بالحرارة والطاقة و التيار .
تدار هذه القيود بحلقة مغلقة يسيطر عليها النظام، فإذا كانت درجة الحرارة أو الطاقة أو التيار أقل من مقدار محدد يطلب النظام وضع الاستعداد p0 ،و من ثم يزيد المعالج تردد النواة بشكل تدريجي بمقدار +133.33 MHz في كل خطوة حتى نصل إلى أعلى تردد ممكن من أجل المعالجات الفعالة .
عندما تتجاوز درجة الحرارة أو مقدار استهلاك الطاقة أو التيار حد معين ويكون النظام يعمل بتردد أعلى من تردده الأساسي يقوم المعالج بشكل تلقائي بتخفيض تردد المعالج تدريجياً بمقدار -133.33 في كل مرة لتخفيض درجة الحرارة والطاقة و التيار.
عند تفعل تقنية الـTurbo Boost من قبل نظام التشغيل، يعمل المعالج عادة بتردد يتراوح بين التردد الأعظمي المتاح باستخدام هذه التقنية وتردد العمل الأساسي .
إن كل النوى الفعالة في المعالج تعمل بنفس [التردد] . حتى عند العمل بترددات أعلى من تردد العمل الأساسي، فإن كل النوى النشيطة تعمل بنفس التردد ونفس الفولطية .
لا تستطيع طبقة البرمجيات تحديد التردد بدقة إن كان المعالج يعمل بتردد أعلى من تردد العمل الأساسي .